# Dohno, Cecelnîk
Dohno (în ucraineană Дохно) este un sat în comuna Bondurivka din raionul Cecelnîk, regiunea Vinnița, Ucraina.

## Demografie
Componența lingvistică a localității Dohno
     Ucraineană (96,48%)
     Rusă (3,52%)
Conform recensământului din 2001, majoritatea populației localității Dohno era vorbitoare de ucraineană (96,48%), existând în minoritate și vorbitori de rusă (3,52%).